# Roman Rynkiewicz
Roman Rynkiewicz (ur. 17 listopada 1981 w Ciechanowie) – polski kanadyjkarz, wychowanek WEL Lidzbark Welski, od 2001 zawodnik klubu AZS-AWF Gorzów Wielkopolski, gdzie jego trenerem był Marek Zachara. Mistrz świata (2002) w konkurencji C-4 1000 m. Medalista mistrzostw świata i mistrzostw Europy. Wielokrotny mistrz Polski. Olimpijczyk z Pekinu (2008).

## Kariera sportowa

### Mistrzostwa świata
Był mistrzem świata w konkurencji C-4 1000 w 2002 (razem z Andrzejem Jezierskim, Michałem Gajownikiem i Adamem Ginterem) i brązowym medalistą w tej samej konkurencji w 2003 (z Adamem Ginterem, Andrzejem Jezierskim i Wojciechem Tyszyńskim), a także brązowym medalistą mistrzostw świata w 2010 w konkurencji C-1 4 x 200 m (razem z Mariuszem Krukiem, Pawłem Baraszkiewiczem i Adamem Ginterem).
Ponadto startował jeszcze w mistrzostwach świata w 2001 (6. miejsce w konkurencji C-4 1000 m), w 2002 w konkurencji C-4 200 m (5 m.), w 2005 (4 m. w konkurencji C-2 1000 m, 5 m. w konkurencji C-2 500 m i 8 m. w konkurencji C-2 200 m), w 2006 (4 m. w konkurencji C-4 1000 m i 5 m. w konkurencji C-2 500 m), w 2007 (4 m. w konkurencji C-2 500 m), w 2009 (5 m. w konkurencji C-2 200 m), w 2010 w konkurencji C-2 500 m (5 m.), w 2011 (4 m. w konkurencji C-1 4 x 200 m i 7 m. w konkurencji C-2 500 m)

### Mistrzostwa Europy
Był dwukrotnym wicemistrzem Europy: w konkurencji C-4 500 m w 2005 (razem z Andrzejem Jezierskim, Michałem Gajownikiem i Adamem Ginterem) i w konkurencji C-2 500 m w 2009 (z Pawłem Skowrońskim) oraz pięciokrokrotnym brązowym medalistą - w 2001 w konkurencji C-4 500 m i C-4 1000 m (w obu przypadkach razem z Marcinem Kobierskim, Marcinem Grzybowskim i Adamem Ginterem), w 2002 w konkurencji C-4 200 m Andrzejem Jezierskim, Michałem Gajownikiem i Adamem Ginterem), w 2005 w konkurencji C-2 1000 m (razem z Pawłem Skowrońskim, w 2011 w konkurencji C-2 500m (z Mariuszem Krukiem).
Ponadto startował jeszcze w mistrzostwach Europy w 2000 (5. miejsce w konkurencji C-4 200 m), w 2002 w konkurencji C-1 500 m (7. miejsce), w 2004 (4 m. w konkurencji C-4 500 m i 4 m. w konkurencji C-4 1000 m), w 2006 (4 m. w konkurencji C-2 500 m i 5 m. w konkurencji C-2 200 m), w 2008 (C-2 500 m - 6 m.), w 2010 (5 m. w konkurencji C-2 1000 m)

### Igrzyska Olimpijskie
W 2008 wystąpił w Igrzyskach Olimpijskich w Pekinie, zajmując 9. miejsce w konkurencji C-2 500 m (razem z Danielem Jędraszką).

### Mistrzostwa Polski
19 razy zdobywał mistrzostwo Polski:
- C-1 200 m – 2009
- C-1 500 m – 2011
- C-2 200 m - 2006, 2009, 2010 (wszystkie tytuły z Łukaszem Woszczyńskim)
- C-2 500 m - 2004, 2006, 2009, 2010, 2011, 2012 (wszystkie tytuły z Łukaszem Woszczyńskim)
- C-2 1000 m - 2003, 2004, 2006, 2008, 2010 (wszystkie tytuły z Łukaszem Woszczyńskim)
- C-4 500 m - 2003 (z Tomaszem Rynkiewiczem, Łukaszem Grosem i Łukaszem Woszczyńskim)
- C-4 1000 m – 2008 (z Łukaszem Woszczyńskim, Łukaszem Grosem i Michałem Hertelem), 2013 (z Joshuą Drojetzkim, Wojciechem Chudym i Marcinem Żołną)

W 2009 wybrany najlepszym sportowcem województwa lubuskiego w Plebiscycie Gazety Lubuskiej.